# Freihaus auf der Wieden

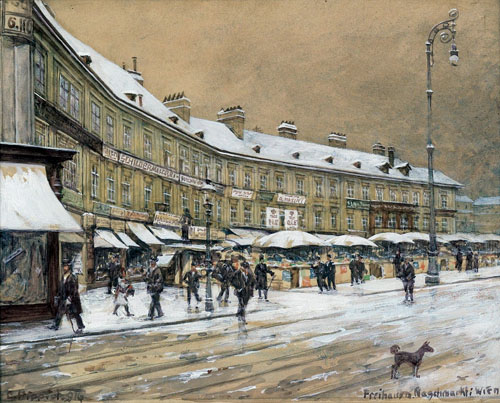
Freihaus na obraze Carla Pippicha

Vídeňský Freihaus auf der Wieden je někdejší mimořádně rozsáhlý obytný komplex, stojící na tehdejším vídeňském předměstí Wieden, které bylo v roce 1850 přičleněno k městu jako 4. městský okres.
Dům byl stržen v roce 1937. Jméno Freihaus poté přejala budova vídeňské Technické univerzity, která byla vystavěna v 70. letech 20. století na části volné plochy po někdejším starém Freihausu.